# Limnophila bryobia
Limnophila bryobia là một loài ruồi trong họ Limoniidae. Chúng phân bố ở miền Australasia.